# Eksorcisten
Eksorcisten (originaltitel: The Exorcist) er en prisbelønnet amerikansk gyserfilm fra 1973 instrueret af William Friedkin. I hovedrollerne ses Ellen Burstyn, Linda Blair, Max von Sydow, Lee J. Cobb og Jason Miller. Filmen er baseret på William Peter Blattys roman The Exorcist fra 1971 og eksorcisme sagen af Robbie Mannheim. Blatty var også manuskriptforfatter på filmen. Der er stort set ingen original musik i filmen, som i stedet domineres af klassisk musik af Krzysztof Penderecki samt et kort uddrag af Mike Oldfields plade Tubular Bells.
Eksorcisten er en af de mest kendte og omdiskuterede gysere nogensinde. Ved premieren fik den blandet kritik af filmanmelderne, men i eftertiden har den fået langt bedre omtale. På Rotten Tomatoes har filmen således opnået hele 87%. Den blev en stor biografsucces i 1970'erne og indspillede $402,5 mio. på verdensplan, hvilket gør den til en af de mest profitable gyserfilm nogensinde.
Den blev i 1974 nomineret til hele 10 Oscar-statuetter og vandt to – for bedste lyd og bedste filmatisering. Samme år vandt den fire Golden Globes i kategorierne Bedste film, bedste regi, bedste manus og bedste kvindelige birolle. Den vandt desuden fire Saturn Awards i 1975.
Eksorcisten havde biografpremiere i Danmark den 5. august 1974 og solgte 135.236 biografbilletter.
I 2000 udkom en ny version af filmen, The Exorcist: The Version You Haven't Seen Yet. Denne version indeholdt scener fra indspilningen, der ikke blev vist i den originale version, bl.a. den såkaldte "spider walk"-scene. Ligeledes begynder filmen anderledes.

## Handling
Skuespillerinden Chris MacNeil (Ellen Burstyn) bor i Georgetown, Washington, D.C., med sin datter, 12-årige Regan (Linda Blair). Chris bemærker efterhånden, at Regan opfører sig mere og mere mærkeligt, og hendes bizarre påfund fører til, at Chris søger læge. Trods mange fysiske undersøgelser lykkedes det ikke lægerne at finde ud af hvad der er galt, og hun henvises derfor til en psykolog. I mellemtiden bliver datterens tilstand mere og mere ekstrem, og huset danner rammen om adskillige uhyggelige og mærkelige fænomener. En af lægerne opfordrer Chris til at opsøge en katolsk præst, der har erfaring med eksorcisme. Chris konsulterer derfor Damien Karras (Jason Miller), der både er præst og psykolog. Han går efter megen overtalelse med til at se på Regan, og efter at have været vidne til flere overnaturlige hændelser bliver han overbevist om, at hun er besat. Han får efterfølgende hjælp af den aldrende katolske præst og arkæolog Merrin (Max von Sydow), der har erfaring med eksorcisme fra sin tid i Afrika.

## Skuespillere
- Ellen Burstyn som Chris MacNeil, en verdensberømt skuespiller, der bor i Washington med hendes eneste datter. Hun er ateist. Da Regan begynder at udvise en mærkelig opførsel, Chris begynder oplever et følelsesmæssigt sammenbrud og forsøger at finde en kur til hendes datter, som går gennem neurokirurger, psykiatere og endelig en katolsk djævleuddrivelse.
- Linda Blair som Regan MacNeil, Chris’s datter. En 12 år gammel pige uden nogle problemer i livet. Starter med at udvise mærkelige og aggressiv adfærd, hendes udseende er totalt forandret. Ukendt for hendes mor, er Regan blevet besat af dæmonen Pazuzu.
- Max von Sydow som Fader Lankester Merrin, en gammel præst og arkæolog. Kendt i sin menighed for hans erfaring med dæmoniske besættelser, og hans resultater i at fordrive dæmoner gennem eksorcisme. Fredelig og trofast, har oplevet dæmonen Pazuzu i fortiden, og er opmærksom på risikoen ved at stå overfor det onde. Tilkaldes af sine overordnede til at udføre Regans eksorcisme.
- Jason Miller som Fader Damien Karras, en problemfyldt præst, faglig rådgiver og psykiater i hans menighed. Lider i høj grad, da hans mor (en ældre græsk immigrant) dør af alderdom. Desværre tilstår han at have mistet sin tro på Gud. Hjælper fader Merrin gennem Regans eksorcisme.
- Lee J. Cobb, som løjtnant William F. Kindermann, en venlig og ældre kriminalbetjent som undersøger Burke Dennings død. Selvsikker og listig, han mener Dennings død er relateret til Regan og det seneste hærværk på den nærliggende kirke.
- Mercedes McCambridge som Pazuzu stemme. Stemmen kommer fra Regan, når hendes udseende er mest vansiret.
- Eileen Dietz som Pazuzu ansigt. Der hele tiden dukker op i syner gennem hele filmen.
- Kitty Winn som Sharon Spencer. En ung pige, der ser efter Regan og hjælper Chris i alle hendes hjemlige gøremål. Prøver at hjælpe Regan på enhver mulig måde, da hendes tilstand begynder at blive værre.
- Jack MacGowran som Burke Dennings. En excentrisk filminstruktør og nær ven af Chris. Som dør uventet under mystiske forhold mens han opholder sig alene i Chris hus mens han ser efter Regan.
- Fader William O'Malley som Fader Joseph Dyer. En ung præst og nære ven af Fader Karras. Som hjælper ham gennem hans depression efter sin mors død.
- Arthur Storch som Psykiater
- Andre Trottier som præstens assistent